# Andrea Ojeda
Andrea Ojeda (Glew, Buenos Aires, Argentina, 17 de enero de 1985) es una futbolista argentina que juega como delantera. Actualmente se desempeña en Boca Juniors de la Primera División Femenina de Argentina. Es la goleadora histórica de Boca Juniors con 559 goles oficiales (452 en la era amateur y 107 goles en la era semiprofesional) y la jugadora con más títulos en la institución obteniendo 29 campeonatos.

## Inicios
Nació en Glew partido de Almirante Brown correspondiente al sur de la provincia de Buenos Aires, se inició en Longchamps en una categoría libre con chicos mayores que ella. Con permiso de su padre, Ojeda pudo jugar en una liga de Baby fútbol. Llegó a la institución de La Ribera en 1997, a los 12 años de edad, pero, debido a que era pequeña, por consejo del director técnico no pudo continuar; de igual forma, con 12 años, pudo entrenar con la primera de Boca Juniors y llegar a convertir 2 goles en un entrenamiento. Pero su llegada a la institución se hizo esperar un poco más de tiempo, ya que recién podía ser fichada a partir de los 14 años. En esos dos años, siguió jugando a la pelota en la Sociedad de Fomento J A Castelli de Longchamps, para luego continuar en el Club Atlético Temperley.
Cuando tenía 13 años, Andrea Ojeda le pedía prestado el documento a alguna compañera para poder jugar al fútbol. El reglamento indica que para jugar en AFA hay que tener 14 años cumplidos, pero su ganas de jugar a la pelota eran más importante que cualquier disposición y siempre encontraba alguna amiga dispuesta a darle el documento para que pudiera salir a la cancha a jugar a la pelota y competir en los torneos.
Luego de dos años volvió a probarse en el club cuando ya tenía 14 años para ser parte del xeneize en 1999.
En una entrevista para InfoSur, hizo referencias sobre sus primeros pasos en el Club Atlético Boca Juniors y sobre la clave con respecto al apoyo de sus compañeras por ese entonces:

“Ya era la 9 de Boca, tenía que ser consciente y no perder la cabeza. Al ser la más chica era a la que más retaban, pero tenía que aprender y no me quejaba”.
Andrea Ojeda

En sus inicios en la institución no solo jugó como delantera, sino que cumplió otros roles dentro del campo de juego, debiendo posicionarse como doble 5, si bien se paraba en la mitad de la cancha, siguió convirtiendo goles desde dicha posición.

“Robaba la pelota, me movía en el medio, pero terminé de delantera. Mis compañeras me preguntaron si llevaba la cuenta, pero con el colegio y que a veces se me perdían algunos partidos, no podía”
Andrea Ojeda

En otra entrevista que le realizaron antes de migrar hacia el fútbol español, Andrea Ojeda recordó otro fragmentos de sus inicios reconociendo que le parecía inimaginable jugar en Europa y menos jugar al fútbol en Boca, e hizo referencia a la elección de adolescente:

“pero cuando me dieron a elegir, elegí jugar al fútbol”
Andrea Ojeda

## Trayectoria profesional

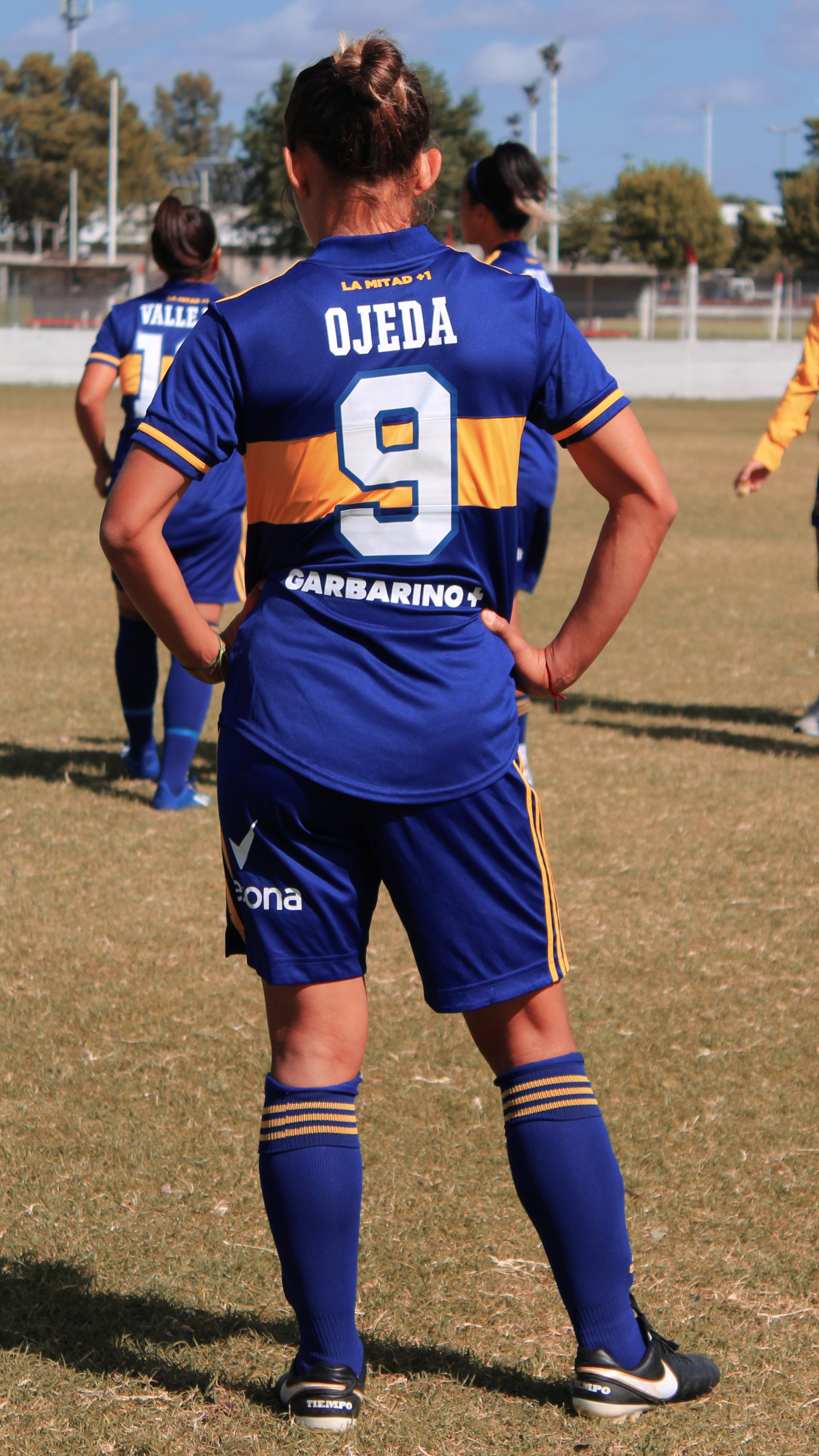
Andrea Ojeda en un partido conBoca Juniors en el año 2020

Andrea Ojeda comenzó su trayectoria profesional desde adolescente. En 1999 ingresa al Club Atlético Boca Juniors para ser parte del platel de "Las Gladiadoras" hasta 2016.
Debutó contra el Club Social y Cultural Deportivo Laferrere en la Liga Mayor y luego a los 15 años ya como titular contra el Club Estudiantes de La Plata donde anotó tres goles de cabeza, convirtiendo un Hattrick en su debut como visitante.
En su primer año, según reconstruyen los historiadores de la institución, la delantera marcó 59 goles. Su mejor marca fue a principios de 2001 cuando hizo 10 goles en un partido que Boca le ganó 19-1 a Tigre. Su segundo mejor registro fue en 2004: hizo 9 de los 22 que el xeneize le marcó a Sportivo Barracas.
El 24 de septiembre del 2000, Andrea Ojeda convertiría con tan solo 15 años, su primer en el superclásico del fútbol argentino contra el Club Atlético River Plate a los 40 minutos del primer tiempo, en el predio de Casa Amarilla y con ese mismo gol le dio la victoria a Boca por un tanto sobre cero.
En su primera etapa en Boca, en el transcurso de 17 años obtuvo 21 títulos oficiales y la Supercopa Argentina de Fútbol Femenino 2015, sumando de esta manera un total de 22 campeonatos con la camiseta azul y oro en la etapa Amateur y sumando el primer campeonato semiprofesional que obtuvieron "Las Gladiadoras" en marzo del 2021 con el Torneo Transición 2020, la nueve de Boca alcanza los 24 campeonatos con el club de la rivera.
En el año 2015, cuando desde el medio partidario Gladiadoras Xeneizes, en trabajo en equipo junto con el Departamento de Historia realizaron un recuento de los goles oficiales en el club, antes de su paso por España, contabilizaron 330 goles, la situación por la que no se pudo contabilizar más goles es porque faltaban planillas y otras eran ilegibles. De esta forma, se estima que Andrea Ojeda cuenta con más de 400 goles en el Club Atlético Boca Juniors.
Es la jugadora con más goles en la historia de la institución Xeneize, luego que el medio partidario Gladiadoras Xeneizes realizó el recuento de goles, posteriormente se volvió a contabilizar y a realizar otra investigación donde se informa que el número de goles de Andrea Ojeda se estima que está entre 450 y 500 goles.
La número 9 no solamente es la máxima goleadora histórica del Club Atlético Boca Juniors sino que llegó a ser 10 veces campeona consecutivas con "Las Gladiadoras", ganando el Apertura 2003, Clausura 2004, Apertura 2004, Clausura 2005, Apertura 2005, Clausura 2006, Apertura 2006, Clausura 2007, Apertura 2007 y Clausura 2008.
En 2008, fue convocada para jugar en la Selección Nacional Argentina y participar de los Juegos Olímpicos de Pekín. Luego de su participación en el torneo despertó el interés de equipos coreanos y de Medio Oriente, pero la crisis mundial que estalló durante ese mismo año no le dio la posibilidad de jugar en el exterior.
Con 29 años, Andrea Ojeda seguía con su vida paralela, alternando con sus dos realidades. Además de jugar en la primera de Boca Juniors, siendo capitana, goleadora y tricampeona en 2014, seguía colaborando en la panadería familiar para ganarse su propio dinero debido a que por aquellos años el fútbol en Argentina no era ni semiprofesional y tampoco profesional.
Antes de terminar su primera etapa con "Las Gladiadoras", la delantera fue por su título número 22, ganando la Supercopa femenina de Argentina 2015, la primera edición de dicha competición oficial, organizada por la Asociación del Fútbol Argentino donde se consagró campeón el Club Atlético Boca Juniors, siendo así las primeras campeonas del certamen y la primera copa nacional obtenida por la delantera con el número 9 en su espalda que la acompañó en toda su trayectoria en el club xeneize.
Al tomar la decisión de desprenderse de Boca Juniors, el 23 de agosto del 2016, la institución antes del partido contra el Club Almagro, le realizó una despedida regalándole una placa de reconocimiento por su trayectoria y una camiseta con su nombre y la cantidad de goles que había hecho oficialmente hasta ese momento: 329 goles. De igual forma el número 329 ese mismo día quedó desactualizado debido a que Ojeda convertiría un gol en ese mismo partido. Hasta esa fecha, ese era el número oficial que se pudo computar, ya que por cuestiones administrativas hasta ese día y todavía no se puede especificar la cantidad exacta de goles obtenidos. El trabajo de reunión de datos y estadísticas fue realizado por Paloma Aschieri integrante de la página Gladiadoras Xeneizes.

"Estoy muy contenta, no esperaba que me lo den y es lindo que te reconozcan. Estoy agradecida al club por tantos años. Empecé a los 14 y dejo todo en la cancha para que salga el mejor resultado para el equipo"
Andrea Ojeda

En 2011, el Círculo de Directivos y Ex directivos del Fútbol Argentino entregaron los Premio Alumni a los deportistas y dirigentes destacados en ese mismo año. En la terna de "Jugadora Destacada Fútbol de Campo", Andrea Ojeda se hizo ganadora del premio por sobre Laurina Olivera (UAI Urquiza) y Marcela Pereyra (UAI Urquiza).
En agosto del 2016, Andrea Ojeda pasó a ser exjugadora del Club Atlético Boca Juniors para arribar en el Viejo Continente y desembarcar en la Liga Iberdrola que es la máxima competición de fútbol femenino en España, siendo una argentina más que se sumó a la experiencia de pasar por el país ibérico como Florencia Quiñones, Mariela Coronel, Marianela Szymanowski, Estefanía Banini, Aldana Cometti y Fabiana Vallejos entre otras jugadoras.
El 7 de marzo de 2017, a los 32 años, se hace oficialmente la presentación de la delantera en la Fundación Albacete Nexus equipo español. El desafió de Andrea Ojeda fue poder tener la experiencia de jugar en un país donde la liga es profesional y en Argentina en el 2017 seguía siendo amateur. Antes de desembarcar en el nuevo club, había tenido propuestas del mercado asiático y del Madrid CFF.
La delantera llegó a la Fundación Albacete Nexus siendo un equipo que estaba peleando en la temporada 2017 las últimas posiciones de la tabla, y buscaba salvarse del descenso. Para esta tarea fue con contrataron a Andrea Ojeda ya que necesitaban goles.
En mayo de 2018, la jugadora decide irse de la Fundación Albacete Nexus habiendo jugado 14 partidos, convirtiendo 2 goles y dando la asistencia de gol para que la Fundación Albacete pueda permanecer en la primera división.
Luego de su paso por la Fundación Albacete, desembarcó en la primera de Granada CF jugando la temporada 2018–2019 llegando a convertir 18 goles en la temporada.

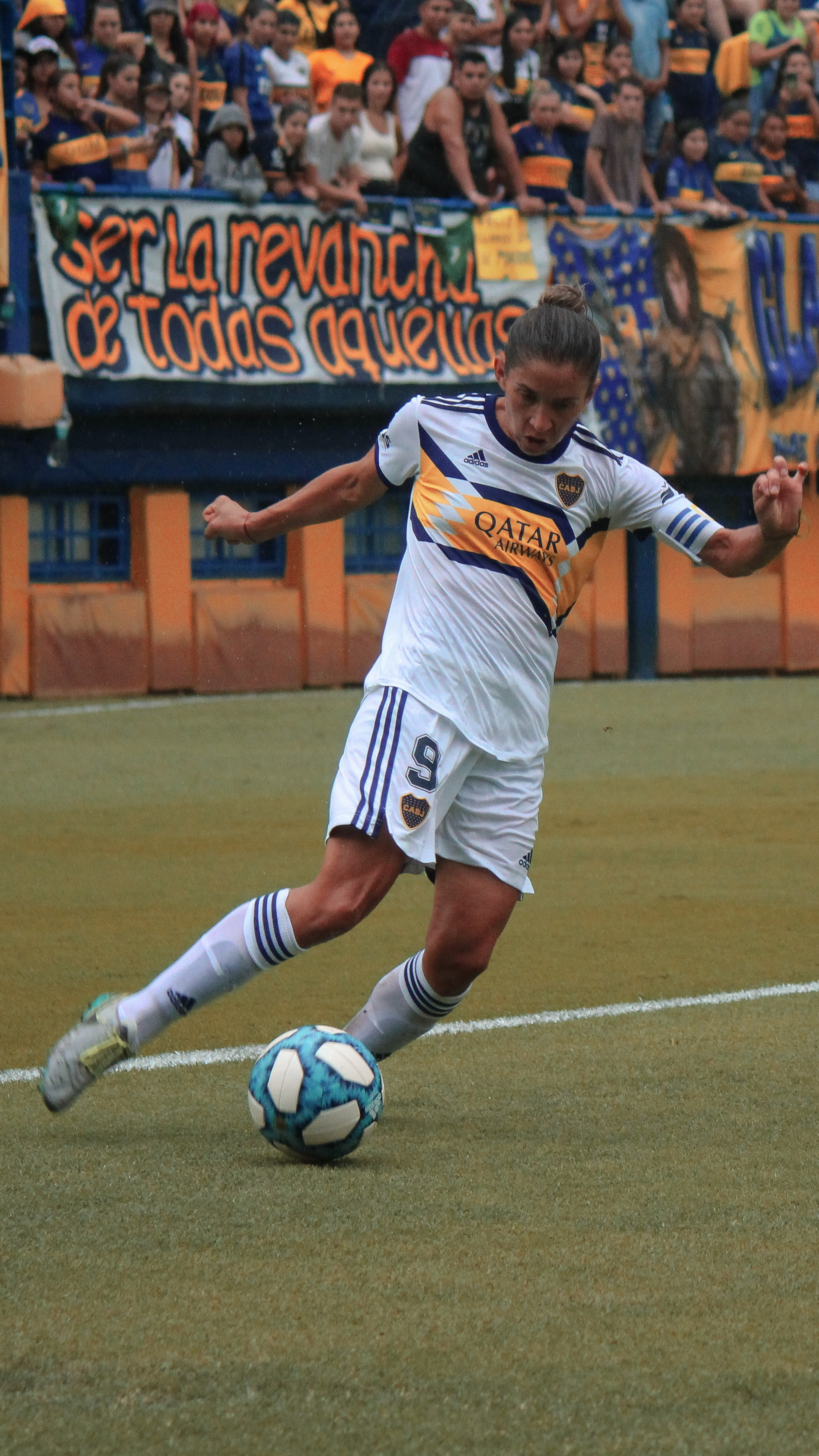
Andrea Ojeda con Boca Juniors en el Complejo Pedro Pompilio.

La delantera iba a pasar del Granada FC al Valencia pero un salto en el fútbol argentino determinó que Ojeda volviera a vestir la camiseta azul y oro nuevamente luego de dos temporadas por el fútbol español y comenzando la segunda etapa con "Las Gladiadoras". El 9 de agosto de 2019, después de 28 años el fútbol femenino del Club Atlético Boca Juniors se profesionalizó y Andrea Ojeda firmó su primer contrato profesional en Argentina entre otras 18 jugadoras más de la institución.
El 25 de septiembre de 2019, se dio el primer Superclásico femenino de la era semiprofesional en el Estadio Alberto J. Armando, en esta ocasión el partido se dio en el debut del campeonato de primera división y varias de las jugadoras jugarían cobrando un sueldo profesional. El espectáculo se realizó ante 4000 socios en la platea baja. Andrea Ojeda fue titular en dicho encuentro donde el Club Atlético Boca Juniors se impuso por 5 goles ante el Club Atlético River Plate, que no convirtió ningún tanto.
El 31 de enero de 2020, se llevó a cabo en la provincia de San Luis el Torneo de Verano que se disputó como un cuadrangular que incluyó a Boca, River y a la Selección de San Luis. Boca y River vencieron a las locales en sus respectivos partidos. Tanto las Millonarias como "Las Gladiadoras" se impusieron ante las locales por 2-0. Ambos equipos disputaron el Superclásico, enfrentándose así el Club Atlético Boca Juniors contra el Club Atlético River Plate. "Las Gladiadoras" se coronaron campeonas tras vencer por 2-0 a "Las Millonarias" en el estadio La Pedrera. En dicho encuentro Andrea Ojeda fue titular con el número 9 en su espalda.
El 19 de enero de 2021, se llevó a cabo la primera final en la era profesional de fútbol femenino de Argentina por el Torneo Transición 2020 en el Estadio José Amalfitani. La final se definió con el superclásico argentino, enfrentándose Boca Juniors contra River Plate. "Las Gladiadoras" golearon 7-0 a las "Millonarias" con goles de Clarisa Huber, Yamila Rodríguez, Lorena Benítez, Fabiana Vallejos (2) y Andrea Ojeda (2) logrando su título número 24 y quedando en la historia como las primeras campeonas en la era profesional. El torneo finalizó con Andrea Ojeda como máxima goleadora del certamen con 10 tantos, sumando más goles para aumentar sus números dentro de la institución. Estos 10 tantos colaboraron para que las Xeneizes fueran el equipo más goleador del torneo con 33 goles.
Los goles de la número 9 en el encuentro llegaron a los 48 minutos de la primera parte en el tiempo adicional para poner a Boca Juniors 5 goles arriba. El segundo tanto ocurre luego de una jugada realizada por Yamila Rodríguez, entregando un pase en profundidad para Clarisa Huber y luego la volante le entrega un pase al ras del césped para que la delantera la empuje hacia las redes y realizar el sexto gol de los siete para el club perteneciente al barrio de La Boca.
Antes de entregarles la copa a "Las Gladiadoras", Andrea Ojeda fue galardonada con una plaqueta por parte de la Asociación del Fútbol Argentino (AFA) por ser la goleadora del torneo con 10 goles.
Al finalizar el partido, entrevistaron a la delantera se refirió a ese mismo momento, desde los goles que lleva en el Club Atlético Boca Juniors hasta, los años en la institución y la final contra River Plate:

"La verdad, no sé cuántos goles tengo. Sé que son más de 400 o 400, porque hay unos años que se perdieron. Son dos años en los que, tal vez, serán 20, 30 o 40 más. Las fichas tenían humedad y desaparecieron esos datos. Son muchos años. Es una satisfacción salir goleadora del torneo. Pero más que nada por el equipo. Si hace goles la 9, es porque el equipo está bien. Se lo debo a ellas, a Melo y a todo el cuerpo técnico, que esta siempre con nosotras. No me imaginaba este resultado. Los partidos con River siempre son muy duros. A veces se abren, pero te imaginás un 3-0, un 4-0. Un 7 a 0 nunca me lo imaginé. Nosotras siempre jugamos los 90 minutos a full, para no darles chances. Hacemos un gol,pero para nosotras seguimos 0-0".
Andrea Ojeda

En la historia del Club Atlético Boca Juniors, Andrea Ojeda lidera la tabla goleadora del fútbol, según la información recolectada por los historiadores Sebastián Martincic, Sergio Lodise y Guillermo Schoua, que aclaran que aún hay datos por compulsar o conseguir, la delantera tiene entre 450 y 500 goles hasta la finalización del Torneo Transición 2020.
Entre los dos periodos vistiendo la camiseta Xeneize, la delantera lleva 22 torneos disputados, de los cuales consiguió obtener la corona en 24 oportunidades y fue partícipe de la mayor goleada histórica en el superclásico contra River Plate en la fecha 11 del Clausura 2005, convirtiendo dos goles para sentenciar el partido por (8) ocho goles de "Las Gladiadoras" contra (3) tres de las "Millonarias".

### Récord de 500 goles
El 19 de marzo del 2022, en el marco del partido que Boca Juniors disputaría frente al Club Atlético Villa San Carlos, por la cuarta fecha del torneo, no sería solo un partido más para Andrea Ojeda y para la institución Xeneize. Ese sábado pasó a a ser un día histórico, ya que Andrea Ojeda alcanzó la marca de 500 goles con la camiseta azul y oro y en el mismo partido rompería la barrera con un hat trick, alcanzando los 502 goles.
La delantera no solamente es la jugadora con más títulos en la institución, sino que además es la que más festejó con la camiseta de Boca Juniors, superando ampliamente a Martín Palermo, Roberto Cherro y Francisco Varallo como máximos goleadores de la historia del club.
El escenario fue el mejor para la máxima goleadora, debido a que se llevó a cabo en Casa Amarilla, frente a los ojos de la hinchada boquense que acompañó al equipo y fue testigo del gol número 500.
La jugada del gol, que pasó a la historia, comenzó con la recepción de la extremo por derecha Amancay Urbani, una pelota que le llegó desde el fondo, metió el pelotazo que le llovió a Ojeda quien estiró su cuerpo en el aire para poder mandar la pelota a la red. La delantera fue fiel a su olfato goleador y tras el remate que atajó Ayelén Cussi al segundo pudo conectar nuevamente con la pelota y empujarla hacia dentro de los tres palos y juntar fuerzas para gritar su gol número 500 con la camiseta auriazul.
De esta manera la legendaria goleadora de La Rivera, escribiría otra nueva página en su vida y extensa carrera laureada como también dentro del club que la vio crecer desde adolescente.
Al finalizar el partido, los homenajes dentro del complejo de Casa Amarilla, como por redes sociales y medios de comunicación se hicieron extensos. Luego del pitido final, la 9 fue ovacionado por el público y tuvo su respectivo homenaje por parte de la institución, recibiendo la remera de Boca Juniors con el número 500 en las espaldas, la plaqueta donde quedaría plasmado que es la máxima artillera de la historia Xeneize, y desde el medio de comunicación "Gladiadoras Xeneizes" le fue entregado a Andrea Ojeda la bandera, donde la delantera pudo tachar con sus propias manos los centenares de goles convertidos para luego poder llevarla como recuerdo.
La número 9 realizó diversas notas después de los 90 minutos y para "Cadena Xeneize", emocionada decía lo siguiente:

"Casa Amariilla es mi casa,  es un lugar especial, esta cancha la pisaron cracks por eso siempre es un honor jugar en la cancha 1. Y siempre es especial hacer goles con la camiseta de Boca".

Haciendo un breve repaso de su carrera, la goleadora comentaba:

"Jamás imaginé esto. Era una nena y solo venía a aprender cuando llegué a Boca. Se fue dando, la verdad es que no esperaba nada cuando empecé"

Entre otras cosas Andrea Ojeda recordaba su primer torneo con la azul y oro, donde con tan solo 15 años convirtió la suma de 59 goles y al momento de la entrevista tuvo presentes a sus excompañeras y compañeras que la guiaron desde pequeña.
Según consignan los historiadores de la institución, su mejor marca en un encuentro fue el 10/2/2001, cuando le anotó 10 goles a Tigre en un partido que ganó Boca 19-1. Su segundo mejor registro fue el 2/5/2004, con 9 tantos en la victoria 22-0 sobre Sportivo Barracas.

### Presentación tercera camiseta 2022
El 10 de marzo del 2022, fue presentada la tercera camiseta de Boca Juniors inspirada en Casa Amarilla. Bajo la campaña Del Barrio al Mundo, el shooting se realizó en Casa Amarilla en donde una de las representantes del plantel femenino fue la goleadora Andrea Ojeda, quien entrena y juega en el complejo desde 1999.
El kit xeneize rememora las clásicas vestimentas alternativas del club en la década del 80. La flamante camiseta es amarilla, con detalles en azul y cuello tipo polo. En el frente, se luce una trama con la palabra Boca aplicada con la misma tipografía que posee el cartel de acceso al mencionado predio.
Además, la marca de las tres tiras incluyó un sign off en la parte superior de la espalda con la leyenda “Casa Amarilla”. Asimismo, los dorsales de este nuevo lanzamiento evocan los clásicos números de las décadas del 80 y 90. El kit se completa con un short azul y detalles en amarillo.
Esta misma camiseta la vistió oficialmente por primera vez Andrea Ojeda, contra el Club Atlético Villa San Carlos en donde convertiría el gol número 500.

### Vuelta olímpica en La Bombonera y goleadora del torneo
El domingo 25 de septiembre se llevaría a cabo en La Bombonera el último partido del Campeonato de Fútbol Femenino de Primera División A 2022, mejor conocido por Campeonato Femenino «YPF» 2022.
El equipo de Villa Lynch venía puntero con 55 puntos, tras hilvanar 18 victorias y un empate. Dos puntos por debajo con 53 unidades se encontraban Las Gladiadoras, producto de 17 triunfos y dos igualdades.
Con este panorama, el Club Deportivo UAI Urquiza necesitaba empatar o ganar para salir campeonas, mientras que Boca estaba obligado a quedarse con los tres puntos para dar la vuelta olímpica en su estadio.
El primer tanto lo convirtió la capitana, y una de las máximas referentes del fútbol femenino, Yamila Rodríguez, antes de los 10 minutos del primer tiempo, quien lo festejó colgada del alambrado en el arco que se encuentra a espaldas del puente Nicolás Avellaneda.
Las furgoneras lograron el empate gracias a un cabezazo de Daiana Falfán a los 22 minutos de la primera parte para que los dos equipos se retiren a los vestuarios con el 1-1 parcial y momentáneamente darle la coronación a la UAI Urquiza.
En el inicio del complemento, exactamente a los dos minutos, la lateral por izquierda Celeste Dos Santos avanza en campo contrario unos metros hasta tres cuartos de cancha para enviar el centro al área de la UAI y realice su aparición la goleadora histórica del Club Atlético Boca Juniors, para elevarse en el aire entre las dos defensoras centrales  y conectar la pelota con un cabezazo directo al arco y que La Bombonera explote para gritar el gol y poner a Las Gladiadoras 2-1 en el marcador.
De esta manera, el partido terminó a favor de las Xeneizes para que, con el gol de Andrea Ojeda, Boca se alzara con otro campeonato y consiguiese el título número 28 (veintiocho), de los cuales Ojeda se coronó 26 (veintiséis) veces.
Los únicos campeonatos en los que no participó la 9 Xeneize fueron el primer título de 1992 y el de 1998. La diferencia de esta vuelta olímpica con las anteriores, es que en esta ocasión fue en un partido oficial en La Bombonera, con un récord de público en la primera división del fútbol argentino, ante la presencia de aproximadamente 25 000 personas.
El campeonato que realizó la centro delantera de Boca Juniors tuvo dos circunstancias especiales. En primera instancia superó los 500 goles con la camiseta azul y oro, un récord que hasta el momento no la tiene ninguna jugadora del fútbol argentino y en los que respecta a la institución, superando ampliamente a Martín Palermo. Y en segundo lugar la delantera se consagró como la goleadora de este mismo torneo con 20 (veinte) goles en 20 (veinte) partidos, un promedio de un gol por partido.
Si bien Andrea Ojeda es la máxima artillera del club de La Rivera con sus más de 500 tantos, en varias notas que le realizaron deja bien en claro que por delante de los goles esta por encima los títulos obtenidos. En una nota para Tiempo Argentino, "Andsu" como la llaman sus allegados, sentenció con respecto a los goles:

No voy a negar que es súper importante, pero pongo los títulos por delante. ¿De qué te sirve hacer goles si después no levantás la Copa?

### Finalista de la Copa Libertadores de América
El pico más alto con la camiseta de Boca Juniors, sería en el ámbito internacional, donde Andrea Ojeda, sería parte de la historia del fútbol argentino femenino, llegando por primera vez un club de la Argentina a la final de la Copa Libertadores de América 2022.
Las Gladiadoras obtuvieron el pase a la final venciendo por penales a Deportivo Cali tras empatar 1-1 en la semifinal.
Boca Juniors terminó perdiendo la final ante el Palmeiras de Brasil, pero esto no ocultó el desempeño que el equipo de La Rivera llevó a cabo en toda la copa.
La delantera del Xeneize convertiría 1 gol en mayor certamen internacional del continente.

## Selección nacional
Jugó en la Selección Argentina en el Campeonato Sudamericano de 2006 (hoy conocida como Copa América) que se disputó en Buenos Aires, siendo el campeón Argentina.
También fue convocada para participar en el Mundial de China 2007, los Juegos Olímpicos de Pekín 2008, y en los Juegos Panamericanos de Guadalajara 2011.

### Participaciones en Copas del Mundo
| Torneo               | Sede  | Resultado    | Partidos | Goles | Asistencias |
| -------------------- | ----- | ------------ | -------- | ----- | ----------- |
| Copa Mundial de 2007 | China | Primera fase | 1        | 0     | 0           |

## Clubes
| Club               | País      | Año           |
| ------------------ | --------- | ------------- |
| Boca Juniors       | Argentina | 1999–2016     |
| Fundación Albacete | España    | 2017–2018     |
| Granada FC         | España    | 2018–2019     |
| Boca Juniors       | Argentina | 2019–presente |

## Palmarés y distinciones individuales

### Torneos locales
| Número                                                                                | Título              | Equipo       | País      | Torneo          |
| ------------------------------------------------------------------------------------- | ------------------- | ------------ | --------- | --------------- |
| 1                                                                                     | Primera División A  | Boca Juniors | Argentina | 1999            |
| 2                                                                                     | Primera División A  | Boca Juniors | Argentina | 2000-01         |
| 3                                                                                     | Primera División A  | Boca Juniors | Argentina | Apertura 2001   |
| 4                                                                                     | Primera División A  | Boca Juniors | Argentina | Clausura 2002   |
| 5                                                                                     | Primera División A  | Boca Juniors | Argentina | Apertura 2003   |
| 6                                                                                     | Primera División A  | Boca Juniors | Argentina | Clausura 2004   |
| 7                                                                                     | Primera División A  | Boca Juniors | Argentina | Apertura 2004   |
| 8                                                                                     | Primera División A  | Boca Juniors | Argentina | Clausura 2005   |
| 9                                                                                     | Primera División A  | Boca Juniors | Argentina | Apertura 2005   |
| 10                                                                                    | Primera División A  | Boca Juniors | Argentina | Clausura 2006   |
| 11                                                                                    | Primera División A  | Boca Juniors | Argentina | Apertura 2006   |
| 12                                                                                    | Primera División A  | Boca Juniors | Argentina | Clausura 2007   |
| 13                                                                                    | Primera División A  | Boca Juniors | Argentina | Apertura 2007   |
| 14                                                                                    | Primera División A  | Boca Juniors | Argentina | Clausura 2008   |
| 15                                                                                    | Primera División A  | Boca Juniors | Argentina | Apertura 2009   |
| 16                                                                                    | Primera División A  | Boca Juniors | Argentina | Apertura 2010   |
| 17                                                                                    | Primera División A  | Boca Juniors | Argentina | Clausura 2011   |
| 18                                                                                    | Primera División A  | Boca Juniors | Argentina | Apertura 2011   |
| 19                                                                                    | Primera División A  | Boca Juniors | Argentina | Apertura 2012   |
| 20                                                                                    | Primera División A  | Boca Juniors | Argentina | Clausura 2013   |
| 21                                                                                    | Primera División A  | Boca Juniors | Argentina | Inicial 2013    |
| 22                                                                                    | Supercopa Argentina | Boca Juniors | Argentina | Supercopa 2015  |
| 23                                                                                    | Primera División A  | Boca Juniors | Argentina | Transición 2020 |
| 24                                                                                    | Primera División A  | Boca Juniors | Argentina | Clausura 2021   |
| 25                                                                                    | Superfinal          | Boca Juniors | Argentina | Superfinal 2021 |
| 26                                                                                    | Primera División A  | Boca Juniors | Argentina | 2022            |
| 27                                                                                    | Primera División A  | Boca Juniors | Argentina | 2023            |
| 28                                                                                    | Copa de la Liga     | Boca Juniors | Argentina | 2023            |
| 29                                                                                    | Primera División A  | Boca Juniors | Argentina | Apertura 2024   |
| Andrea Ojeda consiguió un total de veintinueve (29) títulos a lo largo de su carrera. |                     |              |           |                 |

### Palmarés internacionales
| Título       | Selección           | Sede      | Año  |
| ------------ | ------------------- | --------- | ---- |
| Copa América | Selección Argentina | Argentina | 2006 |

### Distinciones individuales
| Premio                                                  | País      | Año             |
| ------------------------------------------------------- | --------- | --------------- |
| Premio Alumni (Jugadora Destacada)                      | Argentina | 2011            |
| Goleadora del torneo (10 goles)                         | Argentina | Transición 2020 |
| Goleadora del torneo (20 goles)                         | Argentina | 2022            |
| Goleadora del torneo (14 goles)                         | Argentina | Apertura 2024   |
| Premio Alumni (Jugadora Destacada – Primera División A) | Argentina | 2024            |

## Estadísticas

### Argentina
| Jugadora                                                      | Torneo                 | Goles |
| ------------------------------------------------------------- | ---------------------- | ----- |
| Andrea Ojeda                                                  | Total Era Amateur      | 452   |
| Andrea Ojeda                                                  | Campeonato 2019-20     | 16    |
| Andrea Ojeda                                                  | Transición 2020        | 10    |
| Andrea Ojeda                                                  | Copa Libertadores 2020 | 1     |
| Andrea Ojeda                                                  | Apertura 2021          | 8     |
| Andrea Ojeda                                                  | Clausura 2021          | 9     |
| Andrea Ojeda                                                  | Copa Federal 2021      | 3     |
| Andrea Ojeda                                                  | Campeonato 2022        | 20    |
| Andrea Ojeda                                                  | Copa Libertadores 2022 | 1     |
| Andrea Ojeda                                                  | Campeonato 2023        | 11    |
| Andrea Ojeda                                                  | Copa de la Liga 2023   | 2     |
| Andrea Ojeda                                                  | Apertura 2024          | 14    |
| Andrea Ojeda                                                  | Clausura 2024          | 3     |
| Andrea Ojeda                                                  | Copa Federal 2024      | 3     |
| Andrea Ojeda                                                  | Primer Torneo 2025     | 5     |
| Andrea Ojeda                                                  | Segundo Torneo 2025    | 1     |
| Andrea Ojeda                                                  | Total Era Profesional  | 107   |
| Total                                                         | Total                  | 559   |
| Actualizado al último partido jugado el 12 de agosto de 2025. |                        |       |

### España
| Jugadora     | Club               | País   | Goles |
| ------------ | ------------------ | ------ | ----- |
| Andrea Ojeda | Fundación Albacete | España | 2     |
| Andrea Ojeda | Granada FC         | España | 18    |
| Total        | Total              | Total  | 20    |

### Semiprofesionalismo
| Jugadora     | Torneo          | País      | Minutos |
| ------------ | --------------- | --------- | ------- |
| Andrea Ojeda | Transición 2020 | Argentina | 623     |
| Andrea Ojeda | Apertura 2021   | Argentina | 923     |
| Andrea Ojeda | Clausura 2021   | Argentina | 905     |
| Andrea Ojeda | Campeonato 2022 | Argentina | 1607    |
| Total        | Total           | Total     | 4058    |

### Liga Argentina
| Jugadora     | Torneo             | Goles | Asistencia | Promedio por Partido | Total de Participación | Promedio de Participación de los goles en el Torneo | Ref    |
| ------------ | ------------------ | ----- | ---------- | -------------------- | ---------------------- | --------------------------------------------------- | ------ |
| Andrea Ojeda | Campeonato 2019-20 | 16    | 0          | 1.06                 | 16                     | 19,27                                               | [ 50 ] |
| Andrea Ojeda | Transición 2020    | 10    | 3          | 1,43                 | 13                     | 39,39                                               | [ 50 ] |
| Andrea Ojeda | Apertura 2021      | 8     | 1          | 1,14                 | 9                      | 24,32                                               | [ 50 ] |
| Andrea Ojeda | Clausura 2021      | 9     | 1          | 0,90                 | 10                     | 28,57                                               | [ 50 ] |
| Andrea Ojeda | Campeonato 2022    | 20    | 3          | 1                    | 23                     | 32,39                                               | [ 50 ] |